# Declan Masterson
Declan Masterson is een Ierse uilleann pipesspeler en componist. Hij werkte tussen 1994 en 2012 zeer regelmatig mee aan de theatershow Riverdance. Masterson trad verder samen op en/of werkte samen met onder meer Bono, Christy Moore, Elmer Bernstein, London Symphony Orchestra, John Denver, Bryan Adams en Townes Van Zandt.

## Biografie
Masterdon werd geboren in de Dublinse wijk Cabra. In 1984 sloot hij zich aan bij de folkrockband Moving Hearts, waarmee hij werkte aan het album The Storm, dat in 1985 werd uitgebracht. Datzelfde jaar viel de band echter uiteen. In 1985 werkte hij tevens mee aan het album A Sense of Wonder van Van Morrison. Gedurende zijn carrière werkte Masterson met veel verschillende artiesten samen, van meeschrijvend aan nummers tot gastoptredens.
Eind 1989 sloot Masterson zich samen met Bill Whelan aan bij de folkband Patrick Street en namen het album Irish Times op die in 1990 verscheen. In dat jaar verscheen ook zijn eerste solo-album End of the Harvest. In 1993 verscheen een tweede album, getiteld Tropical Trad. In 1994 sloot hij zich aan bij de Riverdance show van Bill Whelan. De live registratie Riverdance: Live à l'Arena de Genève verscheen op film en een aantal nummers waaraan hij deelnam verscheen op CD.
Het derde album Fairwater / Fionnuisce kwam uit in 1996 en bereikte in 1998 plaats 23 in de Nieuw-Zeelandse Albumlijst. Verder was zijn muziek te horen in onder meer de films In The Name of the Father en Some Mother's Son. In 2005 bracht hij zijn vijfde solo-album uit met de titel Heartland.

## Discografie

### Moving Hearts
- The Storm (1985)

### Patrick Street
- Irish Times (1990)

### Solo
- End of the Harvest (1990)
- Tropical Trad (1993)
- Fairwater / Fionnuisce (1996)
- Drifting Through The Hazel Woods (1996)
- Heartland (2005)